# 丹麥女孩 (小說)
《丹麥女孩》（英語：The Danish Girl）是由美國作家大衛‧埃博雪夫所寫的小說，2000年由維京出版社在美國出版，Allen & Unwin出版公司在澳大利亞出版。

## 獎項
《丹麥女孩》獲得美國藝術暨文學學會的羅森塔爾基金會獎和Lambda Literary Award。本書也是提普奇獎、紐約公共圖書館幼獅獎和美國圖書館協會獎的決賽作品，以及是紐約時報著名書籍作品。

## 改編電影
小說被改編成電影，由湯姆·霍伯執導，艾迪·烈柏尼飾演莉莉·艾爾伯、艾莉西亞·薇坎德飾演格爾達·韋格納、馬提亞斯·修奈爾飾演Hans Axgil，以及賓·韋沙飾演Henrik。

## 外部連結
- Rosenthal Family Foundation Awards from the American Academy of Arts and Letters
- Lambda Literary Award
- New York Times Notable Books（页面存档备份，存于）
- Stonewall Book Awards
- New York Public Library Young Lions Award nomination（页面存档备份，存于）
- Richard Bernstein in The New York Times on The Danish Girl
- 作者網頁（页面存档备份，存于）